# DR Movie
DR Movie Co., Ltd. es un estudio de animación de Corea del Sur que se estableció en Seúl en 1990 y trabaja frecuentemente con compañías japonesas en títulos de anime. Desde 1991, el estudio ha estado en asociación exclusiva con el estudio de animación japonés Madhouse, y en 2001, Madhouse se convirtió en propietario/inversor parcial. En 2006, la empresa matriz de Madhouse en ese momento, Index Holdings, invirtió 600 millones de yenes. DR Movie ha sido responsable del final de la producción de animación de varios animes de Madhouse, comenzando con Tenjho Tenge en 2004 y continuando notablemente con Claymore en 2007. DR Movie también ha estado buscando establecer asociaciones con empresas de animación chinas para futuras producciones y, en marzo de 2007, entró en un estudio de empresa conjunta en Qingdao, China.
Además de Madhouse, DR Movie también ha trabajado extensamente con Nickelodeon, Sunrise, Warner Bros Animation, Gonzo y Studio Ghibli. DR Movie es el único estudio coreano con el que ha trabajado Ghibli.
Además, DR Movie mantiene una planta de producción en Busan, conocida como Busan DR.

## Trabajos

### Producciones originales
- Elsword: El Lady[3]
- Flowering Heart (2016-2017; coproducción con Bridge y Busan DR)
- Michel
- Metal Fighter T-Boys
- Robotech: The Shadow Chronicles
- Paboo Infinity Force
- Tate no Yūsha no Nariagari (Temporada 2; coproducido con Kinema Citrus)[4]

### Como estudio de apoyo (en el extranjero) para la producción estadounidense
- Avatar: The Last Airbender - (19 episodios)
- The Batman
- Batman: el misterio de Batimujer
- Batman y Harley Quinn
- Castlevania: Nocturne (2023-2025)
- Dinoplativolos
- Godzilla: la serie (temporadas 1 y 2)
- Hellboy: Sword of Storms
- Hellboy: Blood and Iron
- High Guardian Spice[5][6][7]
- Hulk y los agentes de S.M.A.S.H.
- Hulk Vs
- Liga de la Justicia
- Justice League Action
- Justice League Dark
- Loonatics Unleashed (producción del título principal)
- Hombres de negro: la serie animada
- Onyx Equinox
- Teen Titans ("Cambiado")
- Todd McFarlane's Spawn
- Suicide Squad: Hell to Pay
- Young Justice (temporada 3)